# 帕彭多夫 (罗斯托克县)
帕彭多夫是德国梅克伦堡-前波美拉尼亚州的一个市镇。总面积22.64平方公里，总人口2500人，其中男性1263人，女性1237人（2011年12月31日），人口密度110人/平方公里。